# Jean-Louis Fournier (homme politique, 1769-1841)
Pour les articles homonymes, voir Jean-Louis Fournier et Fournier.
Jean-Louis Fournier, né le 5 mai 1769 à Grenoble (Dauphiné) et mort le 19 juillet 1841 à Rouessé-Vassé (Sarthe), est un homme politique français.

## Détail des fonctions et des mandats
Mandats parlementaires
- 28 octobre 1830 - 31 mai 1831 : Député de la Sarthe (Centre gauche)
- 5 juillet 1831 - 25 mai 1834 : Député de la Sarthe (Majorité conservatrice)

## Sources
- « Jean-Louis Fournier (homme politique, 1769-1841) », dans Adolphe Robert et Gaston Cougny, Dictionnaire des parlementaires français, Edgar Bourloton, 1889-1891 [détail de l’édition]